# Palazzo de Larderel

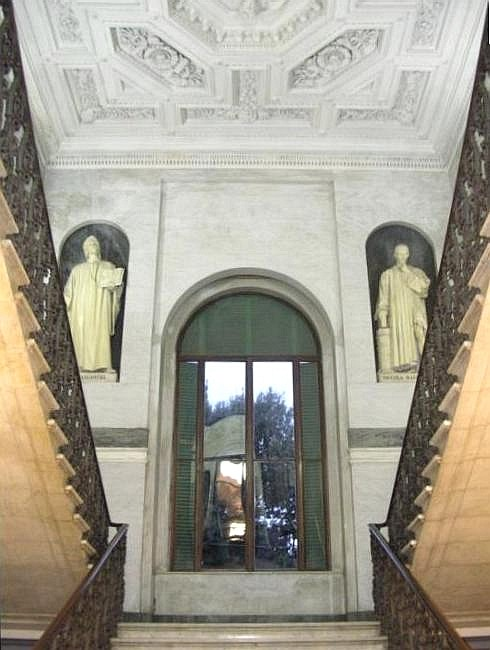
Lo scalone d'onore

Palazzo de Larderel è il più imponente e sontuoso palazzo dell'Ottocento livornese.
Si innalza lungo la via omonima, tra il Cisternone e la piazza della Repubblica; oggi ospita i locali del Tribunale Civile di Livorno.

## Storia
François Jacques de Larderel era un imprenditore di origine francese e giunse a Livorno a seguito della rivoluzione; nel 1818, con alcuni soci, avviò lo sfruttamento industriale dei soffioni boraciferi di Montecerboli e intorno alla metà del medesimo secolo ne divenne l'unico proprietario.
La sua ascesa nel panorama imprenditoriale del Granducato di Toscana coincise con la costruzione di un imponente palazzo residenziale lungo la via dei Condotti Nuovi.
Qui, nel 1830, de Larderel acquistò un ampio appezzamento di terreno e diede incarico a Riccardo Calocchieri di realizzarvi una prima palazzina (1832).
Nel 1837 Francesco, ormai divenuto a tutti gli effetti un nobile livornese, fu nominato conte di Montecerboli e parallelamente avviò i lavori di ampliamento della residenza labronica; all'edificio, portato a termine nel 1839 su progetto di Gaetano Gherardi, furono aggiunte due ali laterali, munite di terrazze alla sommità.
Intorno 1850 i vari corpi di fabbrica furono uniti in un unico prospetto ad opera di Ferdinando Magagnini, che in passato aveva già lavorato come ebanista all'interno della residenza del conte de Larderel.
Altri lavori portarono alla costruzione di una nuova scala monumentale, probabilmente disegnata con la consulenza del celebre architetto Giuseppe Poggi.

## Descrizione

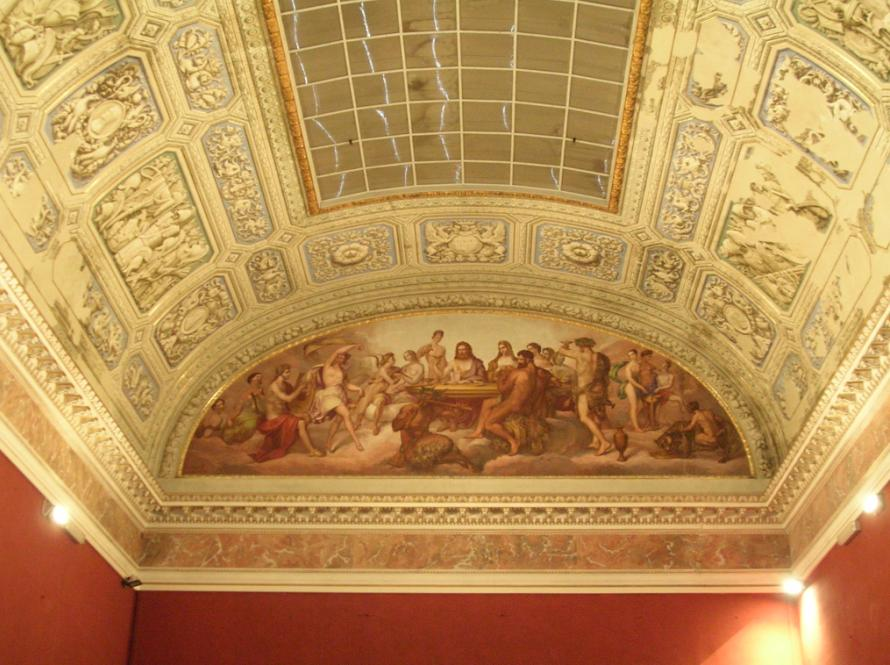
La Gran Galleria

Il palazzo de Larderel si erge su un ampio lotto di terreno posto all'esterno del Fosso Reale e che, all'epoca della costruzione, presentava ancora i caratteri di un ambiente scarsamente urbanizzato.
La facciata fu ideata da Ferdinando Magagnini; è stata restaurata nel 2022; si estende per circa 80 metri e si innalza per quattro piani fuori terra, richiamando alla mente quella del Palazzo Belgioioso di Milano.
Il basamento, trattato mediante bugnato, presenta una serie di aperture simmetriche e, al centro, è sovrastato da un lungo balcone; le grandi finestre del primo piano sono evidenziate da timpani, mentre alla sommità dell'edificio si apre un grande frontone, al cui interno sono impressi alcuni strumenti del commercio, della meccanica e dell'agricoltura, realizzati nel 1847 dallo scultore Luigi Magi.
All'interno, che ormai ha perso quasi tutti gli arredi originari, si trova un vestibolo nel quale sono collocate alcune statue in gesso di toscani illustri, copie di quelle presenti lungo la Galleria degli Uffizi, a Firenze; altre statue adornano l'adiacente scalone d'onore, la cui realizzazione fu portata a termine nella seconda metà dell'Ottocento.
Al pian terreno, gli ambienti più significativi si devono all'opera del Gherardi, che vi realizzò una grande sala da pranzo affiancata da un salone per le feste; la sala da pranzo, articolata da robusti colonnati, è decorata per mezzo di grottesche (elementi tipici delle residenze livornesi dell'epoca) e presenta una caratteristica nicchia sopra la porta d'accesso, decorata con una volta a lacunari d'ispirazione neoclassica.
Al piano superiore, al quale si accede dalla doppia rampa di scale, si trova una vasta sala (la cosiddetta Sala Rossa o Gran Galleria) dove in origine era ospitata la collezione d'arte del conte, oggi dispersa: l'opera, avviata da Gherardi, fu conclusa dal Magagnini dopo il 1845 ed è caratterizzata da un'interessante copertura vetrata, mentre ai lati sono disposte delle pitture nelle quali è possibile leggere un'allusione al grande prestigio conseguito dalla famiglia de Larderel.
Adiacente alla Gran Galleria è ubicata la sala da ballo, decorata con colonne di ordine ionico e con bassorilievi classicheggianti derivati dallo stile di Bertel Thorvaldsen: l'orchestra era ospitata su una tribuna posta al piano superiore ed un raffinato sistema meccanico, ancor oggi presente, permetteva di impartire ordini ai musicisti direttamente dal livello inferiore. Alla sommità della volta si trova un dipinto di Cecrope Barilli, dove si riconoscono una locomotiva a vapore e persino degli isolatori elettrici.
Interessante, seppur spogliato dei decori originari, è il cosiddetto Gabinetto gotico, realizzato dallo stesso Magagnini nel 1836: in stile neogotico, presenta uno sfarzoso apparato ligneo, completamente dorato, con archi acuti e bifore che inquadrano le porte d'accesso e gli specchi disposti lungo le pareti.

## Bibliografia

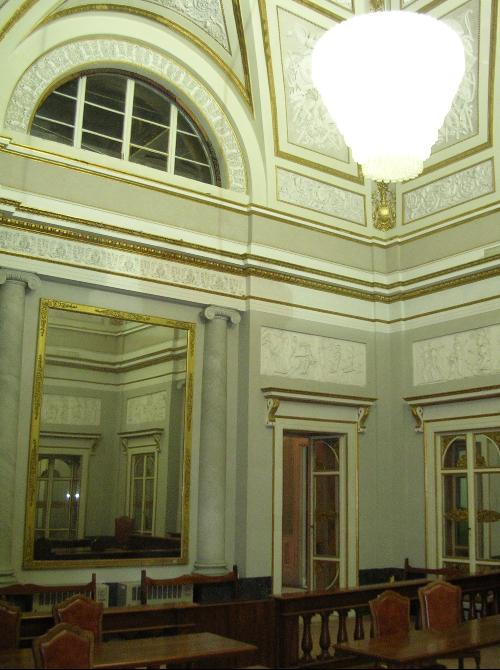
La sala da ballo